# Die medienanstalten

Logo der Medienanstalten

die medienanstalten – ALM GbR (bis 2011 Arbeitsgemeinschaft der Landesmedienanstalten in der Bundesrepublik Deutschland) dient der Zusammenarbeit aller 14 Landesmedienanstalten bei der Zulassung und Kontrolle sowie der Entwicklung des privaten Rundfunks in grundsätzlichen, länderübergreifenden Angelegenheiten. Die Zusammenarbeit soll vor allem die Gleichbehandlung privater Fernseh- und Hörfunkveranstalter sicherstellen. Seit dem 16. März 2011 firmieren die gemeinsamen Organe und Einrichtungen der Landesmedienanstalten, wie DLM, ZAK, GVK, KJM und KEK unter der einheitlichen Dachmarke „die medienanstalten“.
Seit Inkrafttreten des Medienstaatsvertrags (MStV) am 7. November 2020 sind die Medienanstalten zusätzlich auch für Telemedien, Medienplattformen und Medienintermediäre zuständig. Hierzu zählen etwa Onlineaudio- und -videotheken, Internet-Suchmaschinen, Streaming-Anbieter oder soziale Online-Netzwerke.

## Zweck
Der Zweck ist im ALM-Statut festgelegt:
- Wahrnehmung der Interessen der Mitgliedsanstalten auf dem Gebiet des Rundfunks auf nationaler und internationaler Ebene,
- Informations- und Meinungsaustausch mit Rundfunkveranstaltern,
- die Behandlung gemeinsamer Angelegenheiten im Bereich der audiovisuellen Medien, insbesondere Programm, Recht, Technik, Forschung, Medienkompetenz und Finanzierung,
- Einholung von Gutachten zu Fragen, die für die Aufgaben der Mitgliedsanstalten von grundsätzlicher Bedeutung sind,
- Beobachtung und Analyse der Programmentwicklung sowie Erarbeitung von Stellungnahmen und Erfahrungsberichten hierzu.

## Organisation
Die Zusammenarbeit erfolgt über ihre Kommissionen ZAK, KJM, KEK sowie die Direktorenkonferenz, Gremienvorsitzendenkonferenz und Gesamtkonferenz. Die Gemeinsame Geschäftsstelle, deren Einrichtung nach § 104 Abs. 7 MStV vorgesehen ist, nahm im Mai 2010 in Berlin ihre Arbeit auf und wurde im September 2013 um die Aufgabenbereiche Jugendmedienschutz und Konzentrationskontrolle erweitert. Das Team der Geschäftsstelle unterstützt die Funktionsträger der Gemeinschaft in länderübergreifenden Angelegenheiten organisatorisch und koordinativ und übernimmt die Öffentlichkeitsarbeit.
Die Kommission für Zulassung und Aufsicht (ZAK) setzt sich aus den gesetzlichen Vertretern (Direktorinnen, Präsidenten) der 14 Landesmedienanstalten zusammen. In der ZAK werden Fragen der Zulassung und Kontrolle bundesweiter Veranstalter, der Aufsicht über Onlinemedien, der Plattformregulierung sowie die Entwicklung des Digitalen Rundfunks bearbeitet. Die Aufgaben im Einzelnen hat der Gesetzgeber in § 105 Abs. 1 MStV vorgeschrieben.
Die Direktorenkonferenz der Landesmedienanstalten (DLM) setzt sich aus den gesetzlichen Vertretern (Direktorin, Präsident) der 14 Landesmedienanstalten zusammen. Sie ist für die Wahrnehmung der Interessen der Mitgliedsanstalten auf dem Gebiet des Rundfunks auf nationaler und internationaler Ebene zuständig. Sie unterhält den Informations- und Meinungsaustausch mit Rundfunkveranstaltern, behandelt gemeinsame Angelegenheiten außerhalb der Zulassungs- und Aufsichtsaufgaben im Bereich der audiovisuellen Medien, holt Gutachten zu Fragen ein, die für die Aufgaben der Mitgliedsanstalten von grundsätzlicher Bedeutung sind und beobachtet und analysiert die Programmentwicklung.
Zwei Fachausschüsse mit den Schwerpunktthemen Regulierung sowie Infrastruktur und Innovation bereiten die Entscheidungen der Kommission für Zulassung und Aufsicht (ZAK) und der Direktorenkonferenz (DLM) inhaltlich vor. Zur Beobachtung der medienpolitischen Entwicklungen innerhalb der EU hat die DLM aus dem Kreis der Direktorinnen und Direktoren einen Europabeauftragten bestimmt. Ferner gibt es einen Beauftragten für Medienkompetenz und einen Beauftragten für den Haushalt, der für die Aufstellung und Planung des gemeinsamen Haushalts der Medienanstalten sowie für Verwaltungsangelegenheiten zuständig ist. Über technische Fragen wird in der AG Technik beraten, der die Technikreferenten der 14 Landesmedienanstalten angehören.
Fragen des Jugendschutzes in Rundfunk und Internet bearbeitet die Kommission für Jugendmedienschutz (KJM). Die Sicherung der Angebotsvielfalt im TV-Bereich gehört seit 1997 zu den Aufgaben der Kommission zur Ermittlung der Konzentration im Medienbereich (KEK), die als Organ der Landesmedienanstalten tätig wird.
In der Gremienvorsitzendenkonferenz (GVK) haben sich die Vorsitzenden der Beschlussgremien (Medienrat, Medienkommission, Versammlung etc.) der 14 Landesmedienanstalten zusammengeschlossen. Nach § 105 Abs. 2 MStV trifft die GVK die Auswahlentscheidungen bei den Zuweisungen für drahtlose Übertragungskapazitäten an private Anbieter und bei der Belegung von Plattformen. Außerdem berät die GVK insbesondere über Angelegenheiten, die in der Medienpolitik und für die Zusammenarbeit der Landesmedienanstalten von Bedeutung sind. Dabei stehen Fragen der Programmentwicklung und medienethische Aspekte im Vordergrund. Aktuelle Arbeitsschwerpunkte sind die Qualität der privaten Rundfunkinhalte sowie die Herausforderungen der digitalen Entwicklung, vor allem die technische Konvergenz von Rundfunk und Internet, mit Blick auf die Werte und Normen unserer Gesellschaft.
DLM und GVK bilden gemeinsam die Gesamtkonferenz, die mindestens zweimal jährlich über Fragen der Programmentwicklung des privaten Rundfunks und Beschlüsse trifft, die für das Duale Rundfunksystem von grundsätzlicher medienpolitischer Bedeutung sind.

## Mitglieder
- Baden-Württemberg: Landesanstalt für Kommunikation Baden-Württemberg (LFK)
- Bayern: Bayerische Landeszentrale für neue Medien (BLM)
- Berlin und Brandenburg: Medienanstalt Berlin-Brandenburg (mabb)
- Bremen: Bremische Landesmedienanstalt (brema)
- Hamburg und Schleswig-Holstein: Medienanstalt Hamburg/Schleswig-Holstein (MA HSH)
- Hessen: Medienanstalt Hessen
- Mecklenburg-Vorpommern: Medienanstalt Mecklenburg-Vorpommern (MMV)
- Niedersachsen: Niedersächsische Landesmedienanstalt (NLM)
- Nordrhein-Westfalen: Landesanstalt für Medien NRW
- Rheinland-Pfalz: Medienanstalt Rheinland-Pfalz
- Saarland: Landesmedienanstalt Saarland (LMS)
- Sachsen: Sächsische Landesmedienanstalt (SLM)
- Sachsen-Anhalt: Medienanstalt Sachsen-Anhalt
- Thüringen: Thüringer Landesmedienanstalt (TLM)

## Finanzierung
Die Medienanstalten erhalten zur Erledigung ihrer Aufgaben einen Anteil von annähernd zwei Prozent aus den Rundfunkbeiträgen.
§ 112 MStV und die §§ 10 und 11 Rundfunkfinanzierungsstaatsvertrag legen die Finanzierungsgrundlage der Medienanstalten fest. Besonderheiten regeln die einzelnen Landesmediengesetze, etwa Regelungen zu Vorwegabzügen, von denen die meisten Medienanstalten betroffen sind. Die Finanzierung der länderübergreifenden Aufgaben und der Gemeinsamen Geschäftsstelle erfolgt über die Landesmedienanstalten. Die Höhe des jeweiligen Beitrags bemisst sich nach dem Gemeinschaftshaushalt und einem Kostenverteilschlüssel. Weitere Einnahmen werden z. B. aus Verwaltungsgebühren für Amtshandlungen erzielt.